# E-dúr hegedűverseny (Johann Sebastian Bach)
Johann Sebastian Bach E-dúr hegedűversenyne (BWV 1042) három tételből áll:
- Allegro
- Adagio e sempre piano
- Allegro

A művet 1720 körül írta, feltehetően Köthenben. Kézirata elveszett. A BWV 1054-es katalógusszámot viselő D-dúr csembalóverseny ennek a műnek az átirata.

## Lejátszható felvételek
| Allegro Adaggio sempre piano Allegro |

## Külső hivatkozások
- Átirata